# Макогон Ігор Васильович
Макого́н І́гор Васи́льович (нар. 24 листопада 1969) — радянський та український футболіст, що виступав на позиції захисника. Найбільше відомий завдяки виступам у складі кіровоградської «Зірки», олександрійської «Поліграфтехніки», вінницької «Ниви» та низки інших українських і радянських клубів.

## Життєпис
Ігор Макогон навчався у харківському спортінтернаті, однак «Металісту» не підійшов і у 17-річному віці розпочав кар'єру в складі кіровоградської «Зірки». Вже наступного сезону він був беззаперечним гравцем основного складу, а у 1988 році Макогона викликали до лав радянської армії, завдяки чому він опинився у одеському СКА. До Кіровограда захисник повернувся у 1990 році і провів тут два сезони, аж до розпаду СРСР.
Перший чемпіонат незалежної України Ігор Макогон відіграв у олександрійській «Поліграфтехніці», після чого перейшов до лав кременчуцького «Кременя». Втім, по завершенні першого кола він знову повернувся до «Зірки», разом з яком почав стрімке сходження до еліти українського футболу. У сезоні 1993/94 кіровоградцям вдалося з третього місця потрапити до першої ліги, де наступного сезону вони здобули «золото» і знову здобули право на підвищення у класі.
Перед початком сезону 1997/98 років Макогон разом з партнерами по «Зірці», серед яких були Іван Руснак, Олександр Соболь, Леонід Федоров та Євген Бурхан, перейшов до табору вінницької «Ниви», де відіграв повноцінний футбольний сезон, виходячи на поле майже у кожному матчі. По закінченні сезоні він протореною стежиною повернувся до Кіровограда, де й провів решту кар'єри, за винятком осінньої частини сезону 1999/2000, коли Макогон захищав кольори «Поліграфтехніки».

## Досягнення
- Переможець першої ліги чемпіонату України (1): 1994/95
- Бронзовий призер другої ліги чемпіонату України (1): 1993/94